# فروشنده‌ها، قسمت دوم
فروشنده‌ها، قسمت دوم (انگلیسی: Clerks II) یک فیلم کمدی آمریکایی به کارگردانی کوین اسمیت است که در سال ۲۰۰۶ میلادی منتشر شد.
این فیلم، ادامهٔ قسمت اول آن، «فروشنده‌ها» است و در جشنواره فیلم کن ۲۰۰۶ به نمایش درآمد و همچنین جایزهٔ بهترین فیلم منتخب تماشاگران را در جشنواره فیلم ادینبورگ دریافت کرد.

## بازیگران
- برایان اوهالوران
- جف اندرسون
- رزاریو داوسون
- ترور فرمن
- جنیفر شوالباک اسمیت
- جیسون موس
- کوین اسمیت
- جیسون لی
- واندا سایکس
- اتان سوپلی
- بن افلک
- کوین وایسمن
- والت فلانگن